# نشاط رعوي

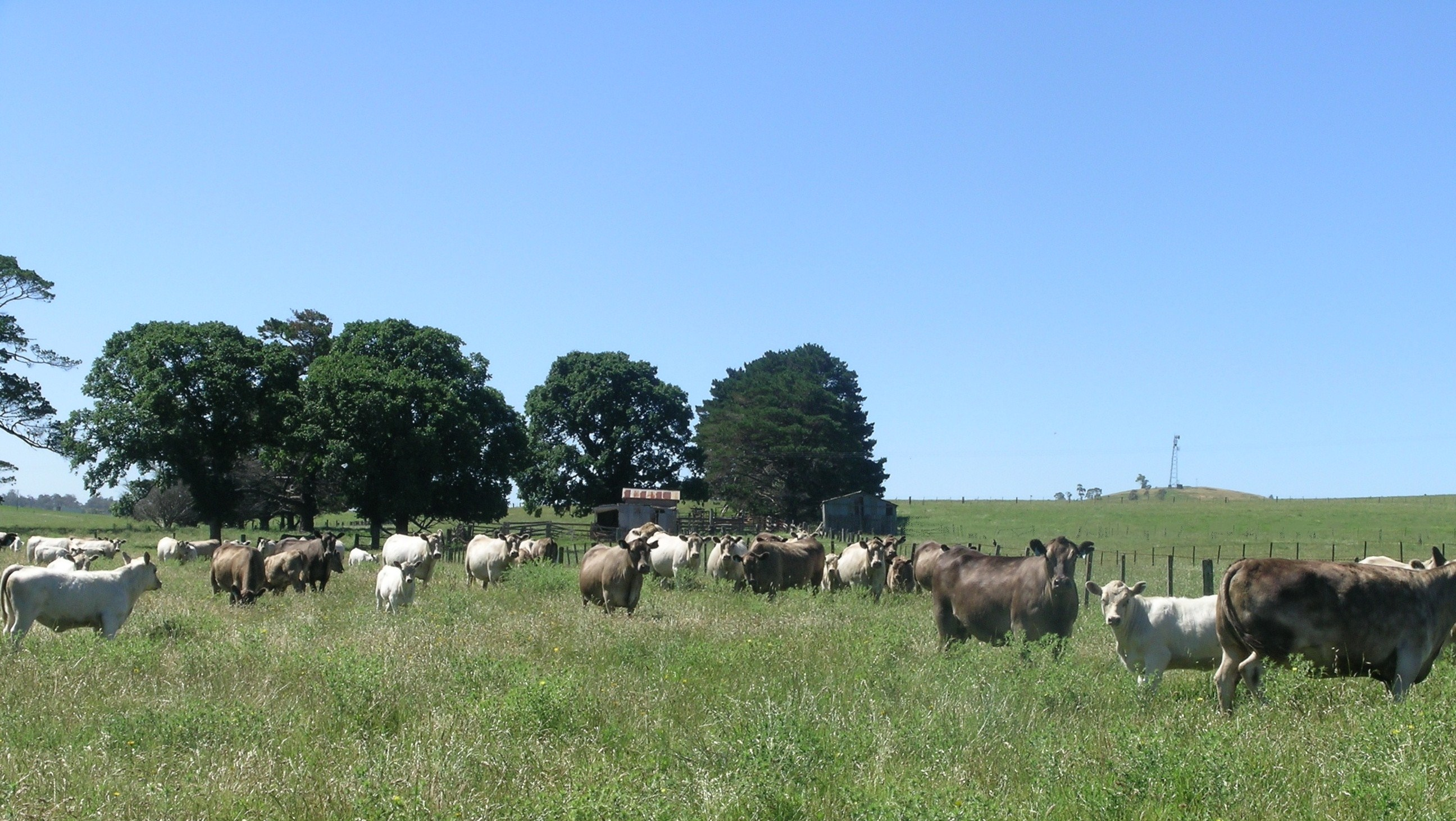
تربية الماشية بالرعي

النشاط الرعوي  (المعروفة أيضاً في بعض المناطق بتربية الماشية أو الرعي) هي شكل من أشكال الزراعة التي تهدف إلى إنتاج ثروة حيوانية بدلاً من زراعة المحاصيل. وتشمل أمثلة ذلك: الألبان وتربية الأبقار وتربية الأغنام للصوف. في المقابل، تركز المساحات الصالحة للزراعة على المحاصيل وليس على الثروة الحيوانية. وأخيراً، تدمج الزراعة المختلطة الماشية والمحاصيل في مزرعة واحدة.
يقوم بعض المزارعين في المزارع المختلطة بزراعة المحاصيل كعلف للماشية فقط؛ ويوجد بعض مُزارعي المحاصيل بزراعة العلف ويبيعونه للمزارعين الرعويين.
يعرف المزارعون الرعويون أيضًا باسم الرعي (في أستراليا) وفي بعض الحالات باسم الرعاة (في استخدام مصطلح مختلف عن الثقافات التقليدية للماشية البدوية). إن الزراعة الرعوية هي شكل من أشكال الرعي غير البدوي حيث يمتلك مُزارع الماشية ملكية الأرض المستخدمة مما يعطيه حافزاً اقتصادياً أكبر لتحسين الأرض. على عكس الأنظمة الرعوية الأخرى، فإن المزارعين الرعويين مستقلين ولا يغيرون مواقعهم بحثاً عن موارد جديدة. فبدلاً من ذلك يقوم المزارعون الرعويون بضبط وتحسين مراعيهم لتناسب احتياجات حيواناتهم. تشمل التحسينات الصرف (في المناطق الرطبة) وخزانات للمخزون (في المناطق الجافة) والري وزرع البرسيم.
تُشيع الزراعة الرعوية في الأرجنتين وأستراليا والبرازيل وبريطانيا العظمى وأيرلندا ونيوزيلندا وغرب الولايات المتحدة وكندا من بين أماكن أخرى.

## لمحة عامة
الرعي هو صيغة من صيغ تربية الحيوانات، تاريخيًا من قبل البدو الذين تنقلوا مع قطعانهم. تتضمن الأصناف المشمولة العديد من الماشية المرعية، من ضمنها الأبقار والجمال والماعز والثيران البرية واللاما والرنة والأحصنة والخراف.
يأخذ الرعي أشكالًا عديدة في أنحاء العالم، عمومًا حيث توجد الخصائص البيئية التي تجعل نمو المحاصيل صعبًا أو مستحيلًا مثل القحط والتربة الفقيرة ودرجات الحرارة الحارة أو الباردة ونقص المياه. يعني العمل في مثل هذه البيئات الأكثر تطرفًا مع المزيد من الأراضي الهامشية أن المجتمعات الرعوية معرضة بشكل كبير للاحتباس الحراري.
لدى المجتمعات الرعوية مستويات مختلفة من القدرة على التنقل. يصبح الرعي الحضري أكثر شيوعًا مع تسبب تشديد المراقبة على الحدود السياسية وتوسع زراعة المحاصيل وبناء الأسوار بتقليل القدرة على التنقل. يتضمن الرعي بالترحال تنقل القطعان مسافات في البحث عن المياه والمراعي النضرة، وهو شيء قد يحدث يوميًا أو خلال ساعات قليلة، للانتجاع، حيث يتم نقل الحيوانات موسميًا، للبدويّة، إذ يتنقل الرعاة وعائلاتهم مع حيواناتهم على مدار السنة. في الرعي الحضري أو الزراعة الرعوية، يزرع الرعاة المحاصيل ويحسنون المراعي من أجل ماشيتهم. يشار إلى الرعي في الأحراج والغابات باسم الرعي الحراجي.
تتفاعل القطعان الرعوية مع بيئتها، وتضع علاقة الإنسان مع البيئة وسيطًا كطريقة لتحويل النباتات غير المزروعة كالعشب البري إلى طعام. في العديد من الأماكن، يمكن للقطعان التي ترعى على السافانا والأحراج المساعدة في المحافظة على التنوع الحيوي للسافانا وتجنب تحولها إلى غابات أو أرض شجيرات كثيفة. يمكن للرعي والتجوال بمستويات ملائمة زيادة التنوع الحيوي في المناطق ذات المناخ المتوسطي. يغير الرعاة وضع الأنظمة البيئية بطرق مختلفة: تستخدم بعض المجتمعات النار لجعل الأنظمة البيئية أكثر ملاءمةً للحيوانات الجوالة أو الرعوية.

## أصوله

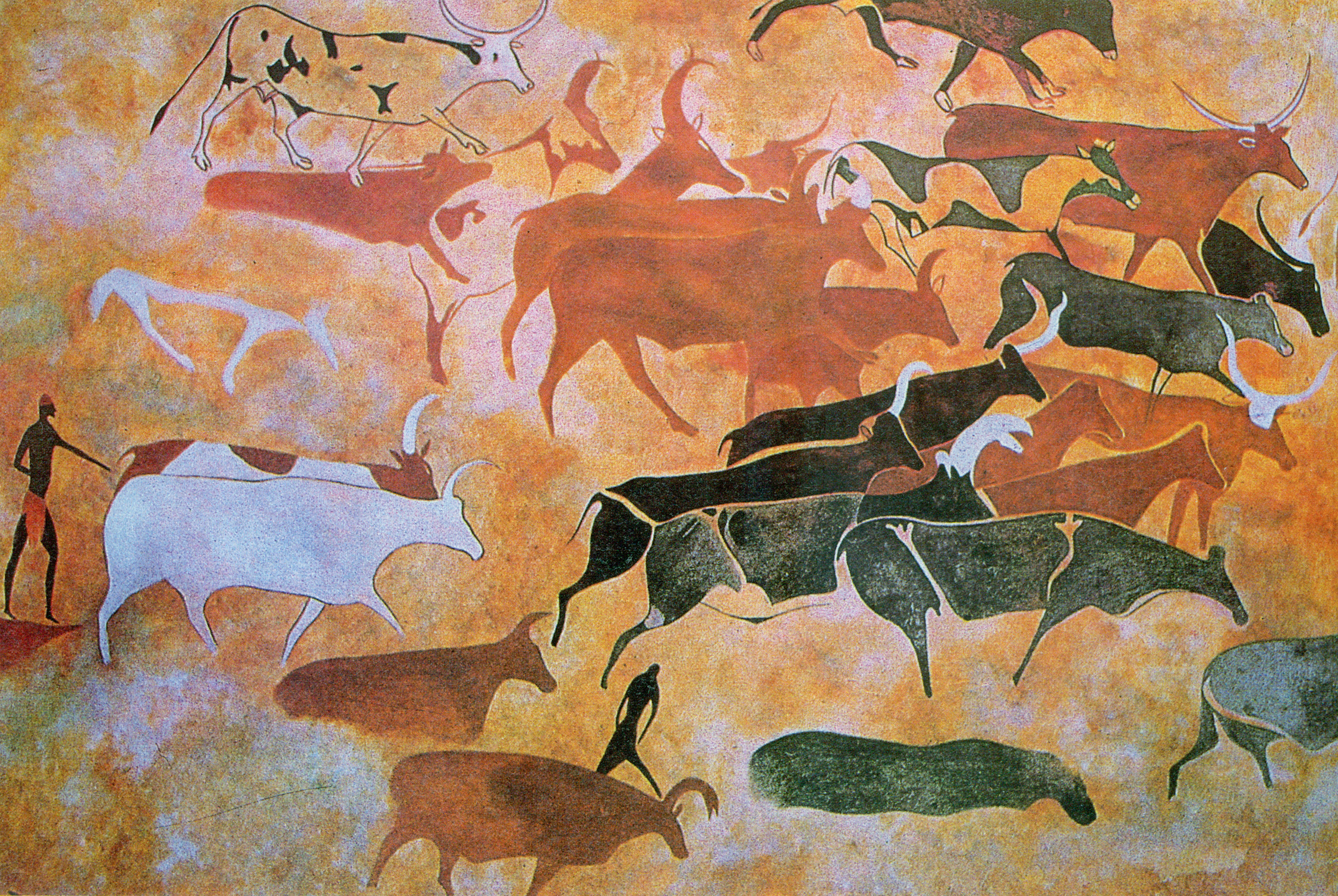
رسم كهف من جبال طاسيلي ناجر

تقترح أحد النظريات أن الرعي أُنشِئ من الزراعة المختلطة. اقترح بيتس وليز أن إدخال الري في الزراعة هو التالي في التخصص. تتضمن إيجابيات الزراعة المختلطة تقليل خطر الفشل ونشر اليد العاملة وإعادة استخدام الموارد. قد تتفاوت أهمية تلك الإيجابيات والسلبيات بالنسبة لكل مُزارِع استنادًا إلى التفضيلات الاجتماعية الثقافية الخاصة بالمزارعين والظروف البيولوجية الفيزيائية المُحدّدة بهطول المطر والإشعاعات ونوع التربة والأوبئة. أدت الإنتاجية المتزايدة للزراعة المعتمدة على الري إلى تزايد في السكان وأثرًا إضافيًا على الموارد. بقيت المناطق الحدودية من الأراضي قيد الاستخدام من أجل تربية الحيوانات. يعني هذا أنه كان يجب تغطية مناطق كبيرة بالقطعان لجمع العلف بشكل كافٍ. حدث التخصص كنتيجة لتزايد الاهتمام بكلٍ من الزراعة المكثفة والرعي. حيث تطور كلٌ من الزراعة والرعي جنبًا إلى جنب، وتفاعلوا بشكل مستمر.
تقترح نظرية أخرى أن الرعي تطور من الصيد وجمع الثمار. حيث كان صيادو الماعز البري والخراف مطلعين على قابلية تنقل القطعان وحاجات الحيوانات وكان مثل هؤلاء الصيادين متنقلين ولحقوا بالقطعان في جولاتهم الموسمية. اختِيرت القطعان غير الداجنة لتصبح قابلة للسيطرة أكثر لمجموعات الصيادين وجامعي الثمار البدويين الرعويين الأوليين عن طريق ترويضها وتدجينها. كانت استراتيجيات الصيادين وجامعي الثمار متنوعة جدًا ومُشترِطة على ظروف البيئة المحلية، مثل تلك التي للمزارعين المختلطين. تضمنت استراتيجيات البحث عن الطعام صيد الحيوانات الكبيرة والصغيرة وصيد السمك وجمع المحاريات أو الحشرات وجمع أطعمة النباتات البرية كالفواكه والحبوب والمكسرات. قد توفر استراتيجيات النجاة المتنوعة تلك ضمن القطعان المهاجرة مسارًا تطوريًا في اتجاه الرعي البدوي.

## الموارد
يحدث الرعي في المناطق غير المزروعة. حيث تأكل الحيوانات البرية الأعلاف من الأراضي الحدودية ويعيش البشر على الحليب والدم واللحم من القطعان ويتاجرون غالبًا بالمنتجات الثانوية كالصوف والحليب مقابل المال والطعام.
لا يتواجد الرعاة في مستوى المعيشة الأساسي بل يجمعون الثروات ويشاركون في التجارة العالمية عادةً. لدى الرعاة علاقات تجارية مع الزراعيين والبستانيين والمجموعات الأخرى. لا يعتمد الرعاة بشكل كبير على حليب ودم ولحم قطعانهم. لاحظ ماكيب أنه حين تُنشَأ مؤسسات الملكية المشتركة في المجتمعات المعمرة، تكون استدامة الموارد أكبر بكثير وذلك ظاهر في مروج شرق أفريقيا التي يسكنها الرعاة. على أي حال، يجب مراعاة أن بينة حقوق الملكية هي واحدة فقط من المعايير المختلفة العديدة التي تؤثر في استدامة الموارد، والملكيات العامة والخاصة بحد ذاتها، لا تؤدي بالضرورة إلى الاستدامة.
يُكمِّل بعض الرعاة رعي القطعان بالصيد وجمع الثمار وصيد الأسماك والزراعة على نطاق صغير أو الزراعة الرعوية.

### التنقل
يسمح التنقل للرعاة بالتكيف مع البيئة، ما يفتح المجال لكلٍ من المناطق الخصبة وغير الخصبة لدعم الوجود البشري. تتضمن المكونات المهمة للرعي الكثافة السكانية المنخفضة وقابلية التنقل والحيوية ونظم المعلومات المتشعبة. يتم تحويل النظام ليتلاءم مع البيئة بدلًا من أن يعدل البيئة لدعم «نظام إنتاج الغذاء».  قد يغطي الرعاة المتنقلون دائرة نصف قطرها ما بين المئة والخمس مئة كيلو متر.
ترك الرعاة ومواشيهم أثرًا على البيئة. تحولت الأراضي التي استُخدِمت بشكل طويل للرعي تحت تأثير قوة الماشية التي ترعى والحرائق بشرية المنشأ. كانت الحرائق طريقة لإنعاش المراعي ومنع الغابات من إعادة النمو. حولت الآثار المجتمعة للحرائق والمواشي الجوالة الأراضي في أنحاء كثيرة من العالم. وسمحت الحرائق للرعاة بجعل الأرض أكثر ملاءمة لمواشيهم. تستند القيود السياسية إلى القيود البيئية. تهيمن على أراضي الشجيرات الكثيفة في إقليم المتوسط النباتات البيروفيتية والتي تزدهر تحت تأثير الحرائق بشرية المنشأ والمواشي التي ترعى.
لدى الرعاة البدو إستراتيجية إنتاج طعام عالمية تعتمد على إدارة قطعان الحيوانات من أجل اللحم والجلد والصوف والحليب والدم والروث والنقل. يُمارَس الرعي البدوي في بيئات ومناخات مختلفة مع تنقلات يومية وهجرة موسمية. إذ أن الرعاة هم من ضمن أكثر الجماعات السكانية مرونةً. لدى المجتمعات الرعوية رجال مسلحون في الميدان لحماية مواشيهم وأفرادهم ومن ثم يعودون لنمط غير منظم في البحث عن الطعام. منتجات حيوانات القطيع هي الأكثر أهمية، ومع ذلك لا يُستثنَى استخدام موارد أخرى، من ضمنها النباتات الداجنة والبرية والحيوانات التي تم اصطيادها والبضائع المتاحة في اقتصاد السوق. تؤثر الحدود بين الدول على القدرة المعيشية والعلاقات التجارية مع المزارعين.
تُجسِّد الاستراتيجيات الرعوية التكيف الفعال مع البيئة. وتُقيَّم اختلافات هطول الأمطار من قبل الرعاة. في شرق أفريقيا، تؤخذ الحيوانات المختلفة التي تتوافق مع النمط الموسمي لهطول الأمطار إلى مناطق محددة على طول السنة. الانتجاع هو الهجرة الموسمية للمواشي والرعاة بين المراعي المنخفضة والعالية.
يتنقل بعض الرعاة بشكل دائم ما قد يضعهم في مشاكل مع الناس المتحضرين في المدن أو البلدات. قد تتسبب الخلافات الناتجة في حروب على الأراضي المختلف عليها. سُجِّلت تلك النزاعات في الأوقات القديمة في الشرق الوسط، وأيضًا في شرق آسيا. يستطيع رعاة آخرون البقاء في نفس المكان ما يؤدي إلى إسكان طويل الأمد.
يمكن ملاحظة أنماط تنقل مختلفة: يبقي الرعاة الصوماليون حيواناتهم في واحدة من أكثر البيئات قسوةً ولكن قد تطوروا على مر العصور. لدى الصوماليين ثقافة رعوية متطورة بشكل جيد حيث صُقِلت نظم حياتية وإدارية كاملة. يُصوِّر الشعر الصومالي التفاعل بين الحيوانات والحيوانات الرعوية والوحوش التي تطوف وأشياء طبيعية أخرى كالمطر والأحداث السماوية والأحداث التاريخية المهمة.
كان التنقل إستراتيجية مهمة عند الأرياليين؛ ولكن مع خسارة الأراضي الرعوية تحت تأثير النمو السكاني، والجفاف الشديد وتوسع الزراعة وتوسع المزارع التجارية ومتنزهات الألعاب، فُقِدت القدرة على التنقل. وأُخرِجت أفقر العائلات من الرعي إلى المدن للبحث عن عمل. استفادت بعض العائلات الأريالية من التعليم والعناية الطبية والحصول على الدخل.
قُلِّلت مرونة الرعاة وقدرتهم على التكيف مع التغيرات البيئية عن طريق الاستعمار. مثلًا، قُيِّد التنقل في منطقة السهل في أفريقيا مع تشجيع الاستيطان. وتضاعفت التجمعات السكانية ثلاثة أضعاف وحُسِّن الصرف الصحي والعناية الطبية.
يستخدم الرعاة الأفاريون في أثيوبيا طريقة تواصل محلية تُدعى داغو من أجل المعلومات. يُساعِدهم هذا في الحصول على معلومات مهمة حول المناخ وتوافر المراعي في مناطق عديدة.